# Simulium velutinum
Simulium velutinum är en tvåvingeart som först beskrevs av Santos Abreu 1922.  Simulium velutinum ingår i släktet Simulium och familjen knott. Arten är reproducerande i Sverige. Inga underarter finns listade i Catalogue of Life.